# シットルケ
シットルケは、コナミのMSXゲームに登場するキャラクター。

## 外見的特徴
全身をすっぽりと覆う布を頭からかぶっている。吊り目で、頭部が尖っている。色は白または黒。両手を広げたような格好をすることが多い。

## 登場するゲームソフトとそこでの特徴
- 魔城伝説
  - 6面より登場。黒い布をかぶって直進し、6方向に弾を撃つ。なお、それ以前のステージに登場するプト（単細胞）はシットルケの化身である。また、シットルケの初出は本ゲームである。
- ツインビー
  - 地上物として配置されている。また、ステージ99クリアで画面が緑色のシットルケ（ヤットルケ）で覆い尽くされる。MSX版、およびMSX版を基にしたi-revo版にのみ登場。
- ガリウスの迷宮
  - 白い布をかぶっている。手をそろえて左右に振る動きをしながらワープを繰り返し、破壊できる弾を撃つ。
- Qバート
  - 灰色の布をかぶっている。兄弟分のヤットルケも登場するが、こちらは緑色をしている。
- ウシャス
  - しゃれこうべから吐き出される。小さくて動きがすばやく、弾は撃たない。踏み潰して殺すことができる。白い布をかぶっている。